# Ellen Brockhöft
Ellen Brockhöft (Berlim, 29 de abril de 1898 – Bonn, 19 de dezembro de 1977) foi uma patinadora artística alemã. Ela conquistou duas medalhas de prata em campeonatos mundiais, e foi campeã alemã seis vezes (1921, 1923–1927).

## Principais resultados
| Resultados                                            | Resultados      | Resultados    | Resultados       | Resultados       | Resultados      | Resultados      | Resultados      | Resultados    |
| Internacional                                         | Internacional   | Internacional | Internacional    | Internacional    | Internacional   | Internacional   | Internacional   | Internacional |
| Evento/Temporada                                      | 1920– 1921      |               | 1922– 1923       | 1923– 1924       | 1924– 1925      | 1925– 1926      | 1926– 1927      | 1927– 1928    |
| ----------------------------------------------------- | --------------- | ------------- | ---------------- | ---------------- | --------------- | --------------- | --------------- | ------------- |
| Jogos Olímpicos                                       |                 |               |                  |                  |                 |                 | 9.ª             |               |
| Campeonato Mundial                                    |                 |               | Medalha de prata | Medalha de prata |                 | 4.ª             |                 |               |
| Nacional                                              |                 |               |                  |                  |                 |                 |                 |               |
| Campeonato Alemão                                     | Medalha de ouro |               | Medalha de ouro  | Medalha de ouro  | Medalha de ouro | Medalha de ouro | Medalha de ouro |               |
|                                                       |                 |               |                  |                  |                 |                 |                 |               |
| Legenda: Competição não foi disputada nesta temporada |                 |               |                  |                  |                 |                 |                 |               |